# Projekthandbuch
Ein Projekthandbuch beschreibt alle erforderlichen Standards für ein spezifisches Projekt.
Gemäß DIN 69905 ist ein Projekthandbuch die
Zusammenstellung von Informationen und Regelungen, die für die Planung und Durchführung eines bestimmten Projekts gelten sollen.
Ein Projekthandbuch enthält (im Unterschied zum Projektmanagementhandbuch) spezifische, für ein bestimmtes Projekt geltenden Informationen und Regelungen. In dieser Hinsicht ist ein Projekthandbuch die Anwendung der im PM-Handbuch beschriebenen Verfahren und Methoden auf ein Projekt.
Auch sollte ein Projekthandbuch kurz und knapp geschrieben sein und nur die wirklich erforderlichen Informationen enthalten. Besondere Aufmerksamkeit ist auf die sorgfältige Abgrenzung zur Projektdokumentation zu richten. Auch müssen nicht alle Angaben aus dem Projektmanagementhandbuch wiederholt werden. Referenzen auf die einschlägigen Teile des PM-Handbuchs genügen.
Mögliche Inhalte eines Projekthandbuches könnten u. a. sein:
- Zu erreichenden Projektziele
- Verantwortlichkeiten und Mitarbeiter im Projekt

Kontaktdaten
- Projektbeteiligte und Stakeholder

Kontaktdaten
Beschreibung ihrer Rolle und stakes im Projekt
- Standards, Normen und Richtlinien
- Inhaltliches Rahmenkonzept
- Festlegungen zum Berichtswesen
- Festlegungen für die Projektdokumentation
- Festlegungen zur Projektkommunikation
- Informationen zur eventuell eingesetzten groupware

Kurzanleitung
Beschreibung der Ablagesystematik in der groupware
Das Projekthandbuch dient einerseits allen Projektbeteiligten als Leitfaden durch die Vereinbarungen für ein konkretes Projekt und eignet sich andererseits als Referenz bei differenten Standpunkten zwischen Auftraggeber und Projektteam bzw. Projektleitung.